# Nagy Feró
Nagy Feró (Nagy Ferenc, Letenye, 1946. január 14. –) Kossuth-díjas magyar énekes, színész, dalszövegíró, a Beatrice és az Ős-Bikini frontembere, a „nemzet csótánya”. Első felesége Csuka Mónika, Máté Péter-díjas énekesnő.

## Gyermekkora
Letenyén jött világra a székelykocsárdi születésű Nagy János és a nyárádszentbenedeki születésű Náznán Sarolta erdélyi menekültek fiaként. Édesapja azért jött át Magyarországra, mert nem akart a magyarok ellen harcolni a román hadseregben. Ezután röviddel családja Budapestre költözött. Eleinte egy kocsiszínben laktak, majd egy Verőfény utcai pincelakásba kerültek. Édesapja az 1950-es években hőszigetelő szakmunkásként dolgozott, majd kisiparos lett. Jelenlegi otthona Őrbottyán.

## Tanulmányai
Középiskolába a kőbányai Szent László Gimnáziumba járt, azonban onnan kirúgták. Később a Kandó Kálmán Műszaki Főiskolára járt erősáramú üzemmérnök szakra, de nem tett államvizsgát, így nem szerzett diplomát.

## Zenei pályafutása
A hatvanas évektől kezdve énekel, zenél rock és punk zenekarokban, a magyar új hullám egyik vezéregyénisége.
1963 és 1970 között a Richmond Heads és a Zárvatermők zenekarok tagja volt. 1971-ben csatlakozott a Beatrice zenekarhoz frontemberként, ez az együttes addig az ország egyetlen női beatzenekara volt.
1978-ban Feró újraalakította az immáron rockzenét játszó Beatricét, aminek a frontembere lett. Útlevelét hamarosan bevonták, a Kádár-korszak kultúrpolitikája pedig igyekezett ellehetetleníteni az együttest, 1981-ben a zenészszervezetek is elhatárolódtak tőle, így feloszlottak. Még 1981-ben létrehozta az Ős-Bikinit, aminek 1985-ig volt a frontembere, ekkor helyére D. Nagy Lajos került.
1985-től 1987-ig szólista volt, Bergert alakította a Rock Színház Hair című musicalében, majd 1986-ban átdolgozta a Hamletet, amelyet az Egyetemi Színpadon tűztek műsorra tíz napon keresztül. Ugyancsak 1987-ben alakította újra a Beatrice zenekart, amely ezután már mint sikeres együttes több slágerlistás dalt is magáénak tudhatott.
1989-től vezette a Garázs című rádióműsort, amely a problémákkal küszködő fiatalok számára nyújtott segítséget, valamint amatőr zenekarok számára is bemutatkozási lehetőséget kínált a nagyközönség előtt. 1989-ben Állami Díj kitüntetésben részesült. Ekkoriban Feró a Musica Hungarica könnyűzenei fesztivál, és a Rockkalapács munkatársaként és műsorvezetőjeként is dolgozott. A Ford Fairlane kalandjai című film magyar szinkronjához is kölcsönözte hangját.
1992-ben megválasztották a Magyar Rockszövetség társelnökének.
A politikai ellentétek a Beatrice különböző felállásainak sem kedveztek. 1994-ben zenekara ismét felállt Új Beatrice néven, azonban a régi közönségnek az új stílus már nem tetszett.
2004-ben jelent meg válogatássorozatának I. CD-je Antológia címmel, 2005-ben a következő, majd ugyanebben az évben Boldog szép napok... címmel kiadta önéletrajzi kötetét is, amely az 1978 és 1983 közti személyes élményeit taglalja.
2008-ban a Beatrice 30 éves jubileumát ünnepelték a Petőfi Csarnokban, s ennek a koncertnek a felvételét 2009-ben kiadták DVD-n.
2010-ben Feró az RTL Klub X-Faktor nevű zenei tehetségkutató műsorában mentorként működött közre, és ezt a szériát az ő mentoráltja, Vastag Csaba nyerte meg. Ugyanebben a műsorban a 2011-es és 2012-es évadban is mentorkodott. Közben 2011 májusában jelent meg Vidámság & Rock'n'Roll című lemeze a Beatricével, amely sikeresnek bizonyult.
2012. április 16-án az RTL Klubon mutatták be a Roast című műsor első adását, amelyen Nagy Feró munkásságát méltatta a Showder Klub-osok közül Kovács András Péter, Kiss Ádám, Dombóvári István, Rekop György, valamint Zalatnay Sarolta, Tereskova, Ganxsta Zolee, Sipos Péter, Magyar Attila és Jáksó László.
2013. március 16-án a Beatrice 35 éves születésnapi jubileuma alkalmából három órás koncertet adott a Petőfi Csarnokban. Sztárvendégként fellépett az omegás Benkő László, aki előző nap vette át Kossuth-díját. Itt jelentették be azt is, hogy az öt évvel korábbi, 30 éves koncert DVD-je arany- és platinalemez lett.

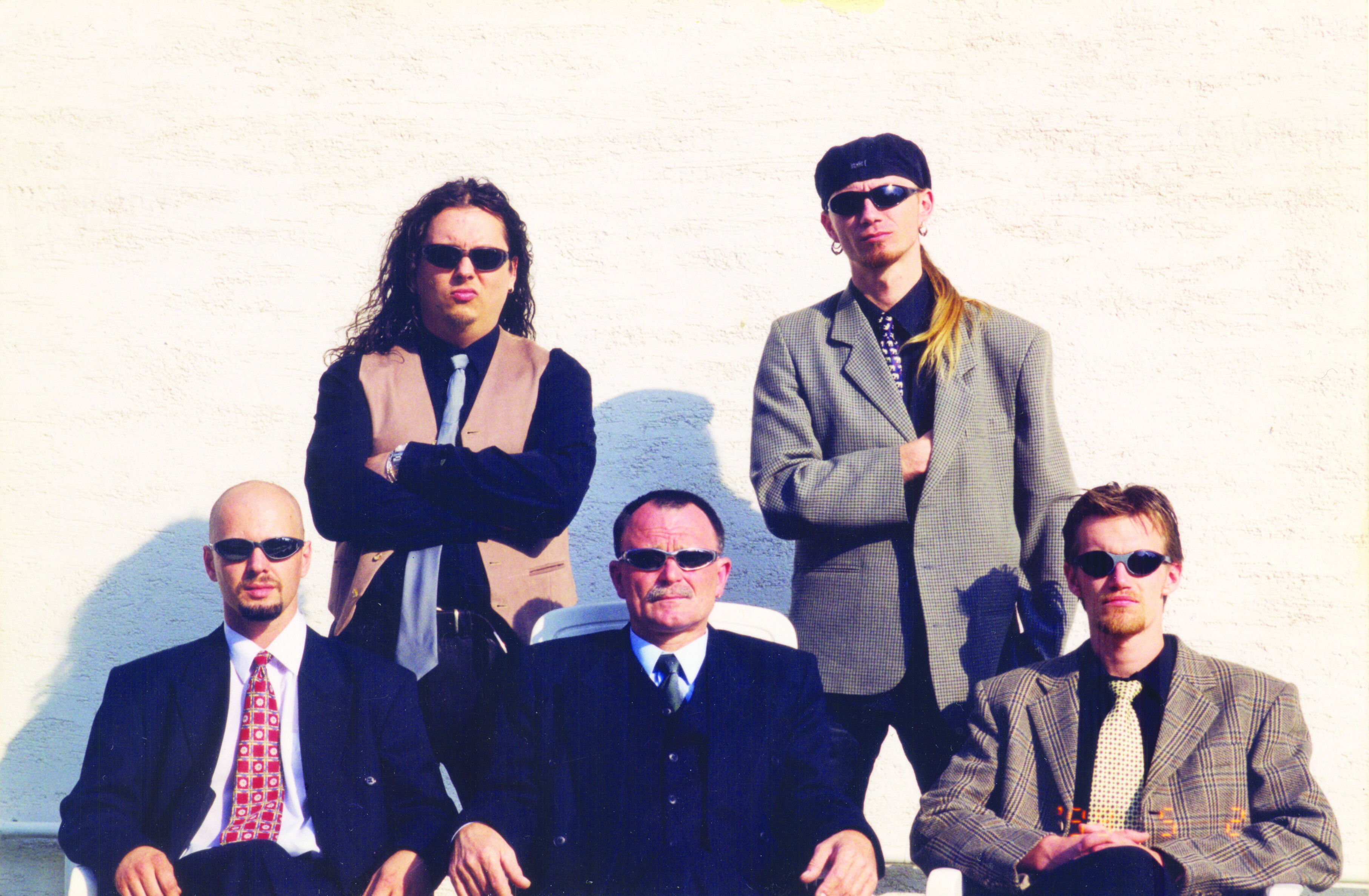
A Beatrice 1999-es formációja: elöl Székely Károly, Nagy Feró, Fülöp István, hátul Laczik Ferenc, Péter Zsolt

### Zenekarok
- Richmond heads, Zárvatermők (1963–1970)
- Beatrice (1970–1976, 1976–1981 frontember, 1987– frontember)
- ős-Bikini (1982–1984: frontember)
- Backing Group (1981 ?)
- Csiga-Biga (1982 ?)

### Albumok
- Beatrice: Kisstadion ’80 (Beatrice–LGT–Omega koncertfelvétel – 1980)
- Bikini: Hova lett… (1983)
- Bikini: XX. századi híradó (1984)
- Hamlet, kisfokozat – Rockfeldolgozás (kislemez, 1986)
- Hamlet – Rockfeldolgozás (1987)
- Beatrice: Beatrice '78–'88 (duplalemez – 1988)
- Beatrice: Gyermekkorunk lexebb dalai (1990)
- Beatrice: Utálom az egész XX. századot (1991)
- Beatrice: A Beatrice legjobb dalai (Koncertfelvétel – 1992)
- Beatrice: Vidám Magyarok (1992)
- Beatrice: Betiltott dalok (Megkerült hangszalag – 1979 – kiadás: 1993)
- Beatrice: Ki viszi át (1996)
- Beatrice: 20 éves jubileumi koncert (Koncertfelvétel – PeCsa – duplalemez – 1998)
- Beatrice: Vakaroma (1999)
- Bikini: Nagy Feró és az ős-Bikini': 1999. – PeCsa (Koncertfelvétel – 1999)
- Európai Show Illúzió (2002)
- Antológia (Válogatás – 2004)
- Antológia II. – „B-oldalak” (Válogatás – 2005)
- Beatrice: Vidámság és rock & roll (2011)
- Beatrice: Betiltott dalok II./1981 – Tudományos Rockizmus (2013)
- Nagyferó és Csillag Endre: A Beatrice legendája (2024)

#### Nagy Feró közreműködésével készült albumok
- István, a király (Rockopera – 1983)
- Pokolgép – Totális metál (Szövegíró – 1986)
- Pokolgép – Pokoli színjáték (Szövegíró – 1987)
- Pokolgép – Éjszakai bevetés (Szövegíró – 1989)
- Felkelő nap háza (Feldolgozás, Kormorán – 1992)
- Igazságot Magyarországnak! (Nagy Feró & Waszlavik László – 1998)
- 1956 Aki magyar... (Rockopera – 2001)
- A nemzeti dal ünnepe (Nemzeti válogatás – 2002)
- 100% blues (Blues-válogatás – 2003)
- A Rockalbum – A magyar rock 16 nagy pillanata (Rock-válogatás – 2004)
- Argó (Filmzene – 2004)
- Fekete Bárányok 1980 (Koncertfelvétel – 2004)
- Bocskai Szabadegyetem színpada (trianoni emlékműsor CD-je)
- Négy mentor, 5 dal (Mentor Faktor, A felkelő nap háza) (2010)

## Színészi munkássága

### Színpadi szerepei
| Darab                                       | Szerep                        | Színház                          | Bemutató             | Forrás |
| ------------------------------------------- | ----------------------------- | -------------------------------- | -------------------- | ------ |
| István, a király                            | Laborc, magyar úr             | Városliget-Királydomb            | 1983. augusztus 18.  | [ 3 ]  |
| Hair                                        | Berger                        | Rock Színház                     | 1985. augusztus 14.  | [ 4 ]  |
| Hamlet                                      | Hamlet                        | Egyetemi Színpad                 | 1987. január 30.     | [ 5 ]  |
| István, a király                            | Laborc, magyar úr             | Szegedi Szabadtéri Játékok       | 1990. augusztus 16.  | [ 6 ]  |
| István, a király                            | Laborc, magyar úr             | Népstadion                       | 1990. szeptember 15. | [ 7 ]  |
| Atilla – Isten kardja                       | Önögész hadvezér, a görög hun | Margitszigeti Szabadtéri Színpad | 1993. augusztus 19.  | [ 8 ]  |
| István, a király                            | Laborc, magyar úr             | Margitszigeti Szabadtéri Színpad | 1995. június 24.     | [ 9 ]  |
| JFK                                         | KGB-s                         | Margitszigeti Szabadtéri Színpad | 1996. augusztus 9.   | [ 10 ] |
| Egri csillagok                              | Sárközi cigány                | Margitszigeti Szabadtéri Színpad | 1997. július 18.     | [ 11 ] |
| 1848                                        | N/A                           | Gyulai Várszínház                | 1998. július 3.      | [ 12 ] |
| Zúgjatok harangok! – 1848                   | N/A                           | Margitszigeti Szabadtéri Színpad | 1998. július 24.     | [ 13 ] |
| Attila – Isten kardja                       | N/A                           | Szegedi Szabadtéri Játékok       | 1999. július 9.      | [ 14 ] |
| Betlehem csillaga                           | N/A                           | Thália Színház                   | 2000. július 5.      | [ 15 ] |
| A megfeszített                              | Tanítvány                     | Margitszigeti Szabadtéri Színpad | 2000. augusztus 4.   | [ 16 ] |
| Képzelt riport egy amerikai popfesztiválról | N/A                           | Ruttkai Éva Színház              | 2002. január 26.     | [ 17 ] |
| Képzelt riport egy amerikai popfesztiválról | N/A                           | Ruttkai Éva Színház              | 2008. január 22.     | [ 18 ] |
| István, a király                            | Regős                         | Szegedi Szabadtéri Játékok       | 2013. augusztus 17.  | [ 19 ] |
| Ricse, Ricse, Beatrice                      | Nagy Feró                     | Újszínház                        | 2017. november 24.   | [ 20 ] |

### Filmjei
- Ki beszél itt szerelemről? (1979)
- Töredék az életről (1980)
- Pofonok völgye (1980)
- István, a király (1983)
- Úgy érezte, szabadon él (1987)
- Céllövölde (1989)
- A túlélés ára (1990)
- Ford Fairlane kalandjai (1990) – Andrew Dice Clay szinkronhangja
- Atilla, Isten kardja (1993)
- Pol Pot megye punkjai (2000)
- Argo (2004)
- Argo 2. (2014)
- István, a király – Királydombon (2015)
- A Játékkészítő (2016)
- Pappa Pia (2017)
- Keresztanyu (2021–2022)
- Radics Béla – A megátkozott ember (2023)

## Egyéb szereplései, funkciói
- 1988-tól 1992-ig a „Garázs” című rádióműsort vezette.
- Az 1990-es évek elején a Rockkalapács című tévéműsor műsorvezetője.
- A Musica Hungarica könnyűzenei fesztivál munkatársa, szervezője.
- 1992-től a Magyar Rockszövetség társelnöke.
- 2000 és 2002 között a Pannon Rádió keddi adásnapjait vezette.
- 2003-ban a Dalnokok ligája című televíziós zenei sorozatban zsűritag volt.
- 2007-ben Mándics Annával párban részt vett a Sztárok a jégen című sorozatban.
- 2008-ban a Hal a tortán című főzős sorozatban szerepelt.
- 2009-ben a Vacsoracsata című főzős sorozatban szerepelt.
- Az X-Faktor című televíziós tehetségkutató műsor első három évadának egyik zsűritagja (az első évadban győztes mentor), illetve a negyedik évad Mentorházában Szikora Róbert mentorsegédje.
- 2009 és 2010 nyara között a tatabányai Forrás Rádió Rockforrás című műsorának társműsorvezetője.
- 2019 és 2021 között A Dal egyik zsűritagja.[21][22][23][24][25][26]
- 2019-ben és 2021-ben szerepelt a #Bochkor című talk-showban az ATV-n.
- 2023-ban szerepelt a Csináljuk a fesztivált! című műsorban, ahol Vámosi János slágerét, a Járom az utam című dalt énekelte.

## Könyvei
- Garázs. A műsor postájából; összeáll. Kőszegi Gábor, Nagy Feró; Háttér, Bp., 1989 (Háttér rádiós könyvek)
- "Boldog szép napok" (2005, Nagyferó Produkció Kft., ISBN 963219263x)

## Kitüntetései
- Állami Ifjúsági Díj (1989)
- A Magyar Érdemrend lovagkeresztje (2016)
- Petőfi Zenei Díj – Életműdíj (2019)
- Kossuth-díj (2021)[1]

## Politikai pályafutása
Az 1990-es években először a liberálisokkal, majd a jobboldallal szimpatizált. A rendszerváltás idején jól ismert kortes mondat volt a „Nagy Ferót köztársasági elnöknek! avagy Szakadt országnak szakadt elnököt!”. 1993-ban az alapítók között csatlakozott az MDF-ből kiváltak által létrehozott MIÉP-hez. 1999-ben kilépett a pártból és azt követően szűk két évtizeden át nem foglalkozott a politikával.

## Portré
- Hogy volt?! – Nagy Feró (2016)
- Backstage – Nagy Feró (2019) – LifeTV
- Ez itt a kérdés – Ricse, Ricse, Beatrice – születésnapi beszélgetés Nagy Feróval (2020)
- 5 kedvenc – Nagy Feró (2020) – Hír TV
- Mi vagyunk a magyarok – Nagy Feró (2020) – Pesti TV[29]

## Videó
- Interjú Nagy Feróval, Németh Dezsővel, rtlklub.hu, 2014. július
- Privát rockörténet-sorozat
- Nagy Feró és családja meghódította Britanniát, rtlklub.hu

### Interjúk
- Nagy Feró: Állati ciki lenne állami kitüntetést kapni
- Interjú Nagy Feróval 1/2
- Interjú Nagy Feróval 2/2